# Tipula (Sinotipula) callicoma
Tipula (Sinotipula) callicoma is een tweevleugelige uit de familie langpootmuggen (Tipulidae). De soort komt voor in het Oriëntaals gebied.